# Esne
Esne (auch Esna, † zwischen 787 und 788) war Bischof von Hereford. Er wurde zwischen 781 und 787 zum Bischof geweiht und trat sein Amt in diesem Zeitraum an. Er starb zwischen 787 und 788.